# Сон Чжэ Рим
Сон Чжэ Рим (кор. 송재림, англ. Song Jae Rim; 18 февраля 1985, Сеул — 12 ноября 2024, Сеул) — южнокорейский актёр и модель.

## Биография
Сон Чжэ Рим родился 18 февраля 1985 года в Кванакку, район Сеула. Семья Сон Чжэ Рима была богатой, но он старался, чтобы окружающие об этом не знали, потому что не хотел, чтобы его использовали из-за того что он богат. Чтобы не зависеть от денег семьи, он работал на разных работах. Решение в его жизни всегда принимала его мать, даже то чем он должен заниматься в будущем.
Он поступил в Университет Чунан, на факультет информационных систем (Information System Engineering).
Сон Чжэ Рим решил попробовать себя в качестве модели, хотя никогда об этом не думал. Когда он понял, что эта работа приносит большой заработок и даёт независимость от родителей, он решил остаться работать в модельном бизнесе.

### Карьера
Сон Чжэ Рим получил известность благодаря ролям в таких дорамах как «Солнце в объятиях Луны», в роли Ким Чжэ Уна — охранника короля, «Маникюрный салон Париж» и его работе в исторической дораме «Эпоха чувств», где он сыграл самого сильного гангстера Дань Дона Мо Иль Хва.
В 2014 году на экраны вышел фильм ужасов «Туннель 3D» с его участием.

### Личная жизнь
У актёра была татуировка на правом плече: 2 ладони вместе, под ними ряд из Библии 4-13, что означает «Все могу в укрепляющем меня Иисусе Христе», и ещё на спине между лопаток.
У Сон Чжэ Рима есть два кота с испанскими именами Леон и Олла.
Его мать очень верующая, поэтому онa дала ему имя Сон Чжэ Рим, что в переводе означает «Второе пришествие Господа».
В 2014 году Сон Чжэ Рим был выбран в качестве нового лица Laneige homme, линии мужской косметики.

## Смерть
12 ноября 2024 года Сон Чжэ Рим был найден мёртвым в своём доме в районе Сондон в Сеуле около 12:30 (KST). Представитель полицейского участка Сондона подтвердил, что «в настоящее время нет подозрений в убийстве или других преступлениях». Сообщалось, что «полиция обнаружила на месте происшествия предсмертную записку на двух страницах формата А4». Похоронен 14 ноября.

## Фильмография

### Фильмы
| Год  | Название           | На английском       | Роль                |
| ---- | ------------------ | ------------------- | ------------------- |
| 2009 | Актрисы            | Actresses           | ассистент фотографа |
| 2010 | Гран-При           | Grand Prix          | Ли Ин Чжэ           |
| 2012 | Верните моего кота | Give Me Back My Cat | Тон Го Нам          |
| 2013 | Подозреваемый      | The Suspect         | профессор Ким       |
| 2014 | Туннель 3D         | Tunnel 3D           | Ки Чхоль            |
| 2018 | Твоя свадьба       | Your Wedding        | Юн Гын              |

### Телесериалы
| Год       | Название                     | английский                 | Роль                      | Канал     |
| --------- | ---------------------------- | -------------------------- | ------------------------- | --------- |
| 2010      | Госпожа президент            | Big Thing                  | официант в кафе           | SBS       |
| 2010      | Таинственный сад             | Secret Garden              | камео                     | SBS       |
| 2011      | Красавчики из лапшичной      | Flower Boy Ramen Shop      | Чон Хи Гон                | tvN       |
| 2012      | Солнце в объятиях Луны       | Moon Embracing the Sun     | Ким Чжэ Ун                | MBC       |
| 2013      | Маникюрный салон «Париж»     | Nailshop Paris             | Кей                       | MBCplus   |
| 2013      | Башня Фантазия               | Fantasy Tower              | Пак Ён Ван                | tvN       |
| 2013      | Две недели                   | Two Weeks                  | мистер Ким (киллер)       | MBC       |
| 2014      | Эпоха чувств                 | Inspiring Generation       | Мо Иль Хва                | KBS2      |
| 2014      | Большой человек              | Big Man                    | Пак Тон Пхаль (камео)     | KBS2      |
| 2014      | Таинственная любовь          | Secret Love                | путешественник во времени | Dramacube |
| 2014      | Русалка                      | The Mermaid                | Квон Си Гён               | tvN       |
| 2016      | Сокрушительный удар          | Crushing blow              | Хван Чже Ун               | MBC       |
| 2016      | Прощайте, мистер Блэк        | Goodbye Mr. Black          | Со У Чжин                 | MBC       |
| 2016      | У нас есть кое-что особенное | Thumping Spike             | Хван Чжэ Ун               | Sohu TV   |
| 2016-2017 | Наша Кап Сун                 | Our Gap-soon               | Хо Гап Толь               | SBS       |
| 2018      | Уборка со страстью           | Clean with Passion for Now | мистер Чхве               | JTBC      |

## Музыкальные видео
| Год  | Песня            | Исполнитель            |
| ---- | ---------------- | ---------------------- |
| 2009 | «Molla-ing»      | May Doni               |
| 2009 | «Bus»            | Ё Хун Мин              |
| 2009 | «Because of You» | After School           |
| 2010 | «Go Away»        | 2NE1                   |
| 2011 | «사랑해요»       | D.Heaven               |
| 2012 | «The Day Before» | Nell                   |
| 2013 | «처음 만난 자유» | Raspberry Field        |
| 2013 | «Runaway»        | KARA                   |
| 2013 | «Message»        | БоА (японский сингл)   |
| 2014 | «Agape»          | Чжан Лиинь (Чан Ри Ин) |
| 2014 | «Not Alone»      | Чжан Лиинь (Чан Ри Ин) |
| 2015 | «I am & I am»    | Син Сын Хун            |

## Реклама
- 2009 Canon Full HD EOS 5000
- 2009 Motorola Razr Luk
- 2009 Canon DSLR EOS 500D
- 2009 Caribbean Bay
- 2010 Panasonic Lumix G
- 2010 Buckaroo Jeans S/S
- 2012 Samsung Galaxy Note 1
- 2012 A.Kurtz
- 2012 Lirikos
- 2013 Samsung Galaxy S4 LTE-A
- 2013 South Korea Tourism Organization
- 2014 Winter Mask Pancold

## Фан-митинги
- 16 февраля 2014 — Fan Meeting Tokyo, Japan
- 25 мая 2014 — Fan Meeting Osaka, Japan
- 7 июля 2014 — Fan Meeting Seoul, South Korea

## Развлекательные шоу
| Год  | Название                              | Канал      | Заметки                      |
| ---- | ------------------------------------- | ---------- | ---------------------------- |
| 2009 | Olive Show Season 3                   | O’live     | гость                        |
| 2010 | Oh My School! (100 points out of 100) | KBS2       | гость, эп. 3, эп. 4          |
| 2014 | We got married Season 4               | MBC        | участник, вместе с Ким Со Ын |
| 2014 | Running Man                           | SBS        | гость, эп. 220               |
| 2014 | SNL Korea (season 5)                  | tvN        | ведущий, 08.11.2014          |
| 2014 | Human Documentary People Is Good      | MBC        | рассказчик                   |
| 2015 | Happy Together                        | KBS2       | гость, эп. 387               |
| 2015 | Witch Hunt                            | JTBC       | гость                        |
| 2015 | House Cook Master Baek                | tvN        | участник                     |
| 2015 | Same Bed, Different Dreams            | SBS        | гость                        |
| 2015 | Stars from Korea                      | KBS2       | гость                        |
| 2015 | Showbiz Korea                         | Arirang TV | гость                        |
| 2017 | Crime Scene                           | JTBC       | гость, эп. 1-2               |
| 2017 | Total Viewers                         | JTBC       | участник                     |

## Премии и номинации
| Год  | Награда                  | Категория                                                  | Номинированная работа | Результат | Ссылка |
| ---- | ------------------------ | ---------------------------------------------------------- | --------------------- | --------- | ------ |
| 2014 | MBC Entertainment Awards | Лучший актёр-новичок (мужчина)                             | Молодожёны 4          | Победа    | [ 17 ] |
| 2014 | MBC Entertainment Awards | Лучшая пара с Ким Со Ын                                    | Молодожёны 4          | Победа    | [ 17 ] |
| 2015 | KBS Drama Awards         | Лучший новый актёр                                         | Недобрые женщины      | Номинация |        |
| 2015 | KBS Drama Awards         | Награда за популярность, Актёр                             | Недобрые женщины      | Номинация |        |
| 2015 | KBS Drama Awards         | Лучшая пара с Ли Ха На                                     | Недобрые женщины      | Номинация |        |
| 2016 | SBS Drama Awards         | Специальная награда за актёрское мастерство, Актёр сериала | Наша Кап Сун          | Победа    | [ 18 ] |
| 2016 | SBS Drama Awards         | Лучшая пара с Ким Со Ын                                    | Наша Кап Сун          | Номинация |        |